# L'Entreprise des Indes
 (février 2020).
- Si vous ne connaissez pas le sujet, laissez ce bandeau (vous pouvez alors contacter les auteurs).
- Si vous supprimez le contenu mis en cause (vous pouvez préalablement contacter les auteurs),

argumentez précisément cette suppression dans la page de discussion
(un manque de référence n'est pas un argument ; une recherche réelle de référence doit avoir été effectuée, être formellement documentée).
L'Entreprise des Indes est un roman d'Erik Orsenna, publié le 1er mai 2010, et consacré à Christophe Colomb.

## Résumé
Le narrateur n'est autre que Bartolomé Colomb, le frère du grand navigateur, qui travaille chez le grand cartographe maître Andrea. Christophe Colomb revient d'un dernier voyage, va se marier et avoir un fils Diego et mettre au point avec son frère l'« expédition des Indes ». Il est persuadé de trouver le passage vers l'empire la Chine, l'empire du Grand Khan et les fameuses Indes de son Marco Polo.
Le roi Jean II de Portugal refuse de financer son nouveau voyage, conseillé par ses mathématiciens qui contredisent les calculs effectués par les frères Colomb. Mais ceux-ci jouent la concurrence et vont offrir leurs services au « roi très catholique » espagnol qui se laisse convaincre. C'est l'épopée de la conquête, l'époque où ces bons Européens civilisés se livrent aux turpitudes, à la sauvagerie des conquistadors. En Europe aussi, le jour du départ, ce 3 août 1492, l'Espagne expulse les juifs, les prive de leurs droits pour les jeter sur les routes et sur les mers.
Tout la verve d'Erik Orsenna se donne libre cours pour dénoncer cette tragédie, la présenter comme une grande première de mondialisation pas si différente de celle qui marque le monde du XXIe siècle.

## Introduction
Dans l'introduction de ce livre, le narrateur Bartolomé Colomb, se trouve sur l'île d'Hispaniola et plus précisément, dans la ville de Saint-Domingue (futur République dominicaine). Tout d'abord, le narrateur nous explique comment accéder à sa loge, puis, il décrit les appartements sinistres du palais de l'Alcázar où le Vice-Roi l'a accueilli. Bartolomé raconte le bien-être qu'il ressent sur cette île et en ce lieu, sa miraculeuse résistance aux tracas de la vieillesse.
L'action commença réellement lorsque Bartolomé, lors du dimanche de l'Avent de l'année 1511, se rendait à la messe. Sur place, comme lors d'une messe habituelle, Bartolomé Colomb s'installa entre le vice-roi Diego et Marie de Tolède, sa femme. Un dominicain allait commencer son prône. Son discours n'était pas comme les autres : il parlait de la cruauté des conquistadors, qui à l'époque tyrannisaient les populations indigènes. Après avoir choqué bon nombre de fidèles, le dominicain fut rappelé à l'ordre par le vice-roi, qui agacé, le convoqua pour lui ordonner de faire des discours honorant la gloire de l'Empire colonial espagnol. Malgré cet avertissement, le dimanche suivant, le prêtre Montesinos recommença, devant énormément de personnes, avec encore plus de violence et en visant plus directement les encomenderos et les autres riches espagnols.
Après cette matinée mouvementée, un homme vint chez Bartolomé, il disait s'appeler Las Casas et se prénommer Bartolomé, comme lui. Il était arrivé sur cette île en 1502, sous le nouveau gouverneur Nicolás de Ovando à seulement 18 ans, au milieu d'une foule d'émigrants espagnols. Avec cette visite et auparavant ces 2 messes provocantes, le narrateur commença à réfléchir au sujet de la cruauté dont firent preuve les espagnols.
Las Casas était accompagné d'un jeune homme : frère Jérôme. Avec lui il allait entreprendre d'écrire L'Entreprise des Indes. Bartolomé serait leur témoin et l'auteur de ce récit, car personne ou presque ne connait mieux Christophe Colomb que son frère. L'idée de Las Casas n'est pas celle de Christophe, lui veut raconter cette glorieuse épopée. Le narrateur adhérant à ce projet, les trois hommes se lancèrent dans l'écriture de l'une des plus grandes période de l'histoire : la conquête de l'Amérique.
Bartolomé étant trop vieux pour écrire, Las Casas et frère Jérôme, joueraient le rôle de scribe.

## I La curiosité
Au début de ce chapitre, le narrateur parle du lieu où il est né en 1454, Gênes, ville d'Italie. Il décrit cette ville comme une prison naturelle car, elle est délimitée par des reliefs montagneux. Mais il y avait quand même une ouverture : la mer Méditerranée. Son frère s'est évadé par celle-ci bien avant lui, mais plus tard, lui aussi partira.
Après cette courte description, Bartolomé nous explique le mauvais accueil que lui offrit Lisbonne à son arrivée. Effectivement, il n'avait pas 16 ans et était arrivé à Lisbonne à cause de la grande vague migratoire du XVe siècle, qui poussait énormément de populations européennes à migrer vers la cité portugaise. À la différence de beaucoup d'autres, lui ne venait pas en tant que réfugié politique, chassé par le roi de Catalogne parce qu'il était juif majorquin et on ne sait pourquoi, devenu indésirable, il ne venait pas non plus parce qu'il avait intéressé les monarques portugais ayant assez de moyens pour être attractifs. Lui était bien moins prestigieux que tous ceux-là. Il venait parce qu'il avait entendu par un client de son père qu'une colonie grande de Génois y travaillait comme cartographes. Il s'embarqua donc, pour devenir cartographe en pensant qu'il deviendrait ainsi plus libre. Mais il ne savait pas quel esclavagisme l'attendait.
Bartolomé alla taper à la porte de maître Andrea. C'était le cartographe le plus renommé de Lisbonne. L'enfant inexpérimenté n'était pas apte à exercer cette profession. Il fut donc renvoyé du bureau. Ridiculisé, l'enfant revint et s'exclama « je sais écrire petit » ce qui intéressa le cartographe. Il le mit à l'épreuve et, cela confirma les affirmations du jeune homme. Il était donc embauché et commença un travail sur des îles se situant à proximité du Sénégal. Maître Andrea lui demanda l'intérêt qu'il avait pour les cartes, Bartolomé lui répondit que les cartes vivaient de la petitesse et que cela lui plaisait. « Une carte aussi grande que le monde n'aurait aucune utilité ».
Leur voisin, était forgeron, et par conséquent, il faisait un très grand vacarme. Bartolomé explique que le forgeron aimait venir se reposer les oreilles à l'atelier où seul, régnait le doux grincement des plumes sur le parchemin.
Avant chaque voyage, les marins faisaient tous leurs achats dans cette forge : il y prenait des cuvettes, des marmites, des chaudrons et énormément de bassins de barbiers dont raffolaient les chefs africains qui s'en servaient comme couvercles pour éloigner les mouches et comme offrandes pour honorer les morts. Ils ne valaient rien en Occident, mais en Afrique ces bassins valaient une somme bien plus lourde que toutes les autres monnaies d'échange (étoffe, verroteries et anneaux de laiton). De là, naquit chez Bartolomé une grande interrogation, pourquoi ce qui ne valait rien ici, valait une fortune ailleurs ?
D'après lui, son plus grand trait de caractère est l'ignorance qu'on lui a inculquée (sa mère). Très dévote, cette femme qui se prénommait Susanna, ne voulait enseigner qu'une chose à ses enfants : l'amour de Dieu. Pour cela, elle les avait inscrits dans la plus mauvaise école de la ville. Avec Diego, son jeune frère et Christophe, son grand frère. Dans cette école, les enfants n'apprenaient que des idioties. Pour illustrer mes propos, on n'y apprenait que la planète était formée de trois continent séparés par un Océan en forme de T. L'Orient y était en haut puisque l'on y "orientait" la carte. Leur professeur, le prêtre St Augustin, avait pour habitude de partir marcher sur la plage quand il ne savait pas répondre à une question. Celle qui lui avait été posée était : comment expliquer que le Père, le Fils, le Saint Esprit, bien distincts soient en fait un même Dieu. Après avoir rencontré un petit garçon, voulant vider la mer avec un coquillage pour la mettre dans un trou, il comprit le message : on ne peut atteindre les vérités par le raisonnement, mais on peut les atteindre par l'amour de Dieu. Il expliqua cela à ses élèves, et les pria de rester dans la sainte ignorance.
C'est dans cet esprit, que tremblant de peur, Bartolomé Colomb entra dans le monde de la cartographie.
Il conclut par le fait que l'homme est un être malade de science : il veut avoir des connaissances, juste pour en avoir et cela est un péché. Le narrateur n'a point respecté la sainte ignorance et accepterait d'être condamné pour cela.

## Éditions
- L'Entreprise des Indes, Éditions Fayard, Paris, 2010  (ISBN 978-2-234-06392-1) (BNF 42185552).